# Loyal to the Game
Loyal to the Game — п'ятий посмертний студійний альбом американського репера Тупака Шакура, виданий 12 грудня 2004 р. Платівка є колекцією реміксованих пісень, записаних виконавцем перед своєю смертю у 1996. Виконавчі продюсери: Афені Шакур, Eminem. Станом на 2011 наклад у США становив 1 204 124 копій.
Результат у США за перший тиждень: 330 тис. проданих копій. Платівка має платиновий статус у США й срібний у Великій Британії.

## Передісторія
Згідно з інтерв'ю MTV, Емінем був настільки зворушений життям і творчістю Тупака, що написав листа його матері, Афені Шакур, з проханням поміркувати над дозволом йому продюсувати альбом. Шакур дала згоду.
Eminem використовував різні незвичайні методи продакшену під час роботи над платівкою, зокрема зміну темпу й висоти голосу Тупака, щоб ті краще пасували біту. Eminem вирізав і вставляв вокал Тупака для творення інших слів, які відповідали б тодішній реп-культурі (наприклад, «Em» замість «LG», оригінального продюсера «Out on Bail», «G-Unit», «Obie Trice»).
Оригінальну версію заголовного треку записано у 1993 Тупаком, Treach та Riddler для фільму «Через край» (1994); продюсер: Реджинальд Герд. DJ Quik зробив ремікс з темпом, що й на оригіналі. Пісня стала бонус-треком. DJ Quik також запропонував матері Тупака зробити «Loyal to the Game» заголовною композицією. Бек-вокал на «Out on Bail»: Нейт Доґґ.

## Список композицій
| #   | Назва                                                                              | Продюсер(и)                                                               | Тривалість |
| --- | ---------------------------------------------------------------------------------- | ------------------------------------------------------------------------- | ---------- |
| 1.  | «Soldier Like Me (a/k/a Return of the Soulja)» (з участю Eminem)                   | Eminem; Luis Resto (дод. прод.) (оригінал: Big D the Impossible, Stretch) | 3:50       |
| 2.  | «The Uppercut» (з участю E.D.I. та Young Noble)                                    | Eminem; Luis Resto (дод. прод.)                                           | 3:50       |
| 3.  | «Out on Bail»                                                                      | Eminem; Luis Resto (дод. прод.) (оригінал: LG)                            | 3:54       |
| 4.  | «Ghetto Gospel»                                                                    | Eminem; Luis Resto (дод. прод.) (оригінал: Big D the Impossible)          | 3:58       |
| 5.  | «Black Cotton» (з участю Eminem, Kastro та Young Noble)                            | Eminem; Luis Resto (дод. прод.) (оригінал: Big D the Impossible)          | 5:03       |
| 6.  | «Loyal to the Game» (з участю G-Unit)                                              | Eminem; Luis Resto (дод. прод.) (оригінал: Reginald Heard)                | 3:23       |
| 7.  | «Thugs Get Lonely Too» (з участю Nate Dogg)                                        | Eminem; Luis Resto (дод. прод.) (оригінал: Stretch)                       | 4:48       |
| 8.  | «N.I.G.G.A. [Never Ignorant About Getting Goals Accomplished]» (з участю Jadakiss) | Eminem; Luis Resto (дод. прод.) (оригінал: Big D the Impossible)          | 3:02       |
| 9.  | «Who Do You Love?»                                                                 | Eminem; Luis Resto (дод. прод.)                                           | 3:28       |
| 10. | «Crooked Nigga Too»                                                                | Eminem; Luis Resto (дод. прод.) (оригінал: Big D the Impossible)          | 2:55       |
| 11. | «Don't You Trust Me?»                                                              | Eminem; Luis Resto (дод. прод.) (оригінал: Big D the Impossible)          | 4:55       |
| 12. | «Hennessey» (з участю Obie Trice)                                                  | Eminem; Luis Resto (дод. прод.)                                           | 3:27       |
| 13. | «Thug 4 Life»                                                                      | Eminem; Luis Resto (дод. прод.) (оригінал: Johnny «J»)                    | 2:54       |

| Бонус-треки | Бонус-треки                                                        | Бонус-треки                                     | Бонус-треки |
| #           | Назва                                                              | Продюсер(и)                                     | Тривалість  |
| ----------- | ------------------------------------------------------------------ | ----------------------------------------------- | ----------- |
| 14.         | «Po Nigga Blues (Scott Storch Remix)» (з участю Ron Isley)         | Scott Storch (оригінал: DJ Daryl)               | 3:38        |
| 15.         | «Hennessey (Red Spyda Remix)» (з участю E.D.I. та Sleepy Brown)    | Red Spyda                                       | 3:18        |
| 16.         | «Crooked Nigga Too (Raphael Saadiq Remix)»                         | Raphael Saadiq (оригінал: Big D the Impossible) | 4:02        |
| 17.         | «Loyal to the Game (DJ Quik Remix)» (з участю Big Syke та DJ Quik) | DJ Quik                                         | 4:20        |

Семпли
- «Ghetto Gospel»: «Indian Sunset» у вик. Елтона Джона
- «Don't You Trust Me?»: «Do You Have a Little Time» у вик. Dido
- «N.I.G.G.A.»: «(Don't Worry) If There's a Hell Below, We're All Going to Go» у вик. Кертіса Мейфілда

## Невикористані треки
- «Deadly Combination (Ron G Remix)» (з участю Big L, The Notorious B.I.G. та Stretch)
- «Don't You Trust Me (Stereo-Types Remix)» (з участю Кіши Коул)
- «Tears of Clown (Mike Mosley Remix)»
- «Thug 4 Life (Jelly Roll Remix)» (з участю Jelly Roll)
- «Thug 4 Life (Johnny J Remix)»

## Історія виходу
| Країна          | Дата           |
| --------------- | -------------- |
| Велика Британія | 12 грудня 2004 |
| США             | 14 грудня 2004 |

## Чартові позиції
| Чарт                      | Найвища позиція |
| ------------------------- | --------------- |
| Австралія                 | 21              |
| Велика Британія           | 20              |
| Ірландія                  | 20              |
| Канада                    | 7               |
| Нідерланди                | 44              |
| Німеччина                 | 50              |
| Нова Зеландія             | 31              |
| США                       | 1               |
| US Rap Albums             | 1               |
| US Top R&B/Hip-Hop Albums | 1               |
| Фландрія                  | 100             |
| Франція                   | 55              |
| Швейцарія                 | 21              |

## Сертифікації
| Країна          | Сертифікація | Наклад  |
| --------------- | ------------ | ------- |
| Велика Британія | Срібний      | 60 тис. |
| США             | Платиновий   | 1 млн   |